# Солов'яненко Анатолій Анатолійович
Анато́лій Анато́лійович Солов'я́ненко (нар. 27 квітня 1980) — народний артист України, лауреат Національної премії України імені Тараса Шевченка, головний режисер Національної опери України. Син Анатолія Борисовича Солов'яненка. Кандидат мистецтвознавства, професор. Академік Національної академії мистецтв України.

## Життєпис
Народився у родині українського співака Анатолія Борисовича Солов'яненка.
Закінчив Київський національний університет імені Тараса Шевченка (правознавство, з відзнакою), Київський національний університет культури і мистецтв (театральна режисура, клас заслуженого діяча мистецтв України, професора В. П. Пацунова, з відзнакою), Національну музичну академію України (2005—2007, музична режисура, клас заслуженого діяча мистецтв України Володимира Бегми, з відзнакою).
З 2000 року — асистент режисера, з 2001 — режисер, з 2003 — режисер-постановник, з 2011 — головний режисер Національної опери України.
Кандидат мистецтвознавства, професор. Автор наукових публікацій, присвячених історії та проблемам оперно-режисерської практики.
Академік (2025), член-кореспондент (2021) Національної академії мистецтв України.

## Творчість
Здійснив постановки опер «Мойсей» М. Скорика, «Ярослав Мудрий» Г. Майбороди, «Норма» В. Белліні, «Травіата», «Дон Карлос», «Набукко» Дж. Верді, «Наталка Полтавка» М. Лисенка та «Запорожець за Дунаєм» С.Гулак-Артемовського (обидві — у спільній авторській музично-сценічній редакції, разом із композитором М. Скориком), «Моцарт і Сальєрі» та «Казка про Царя Салтана» М.Римського-Косакова, «Тоска» Дж. Пуччіні, «Севільський цирульник» Дж.Россіні; поновлення опери «Лючія ді Ламмермур» Г. Доніцетті, режисер вистав «Царева наречена» М. Римського-Корсакова, «Паяци» Р. Леонкавалло.
Головний режисер понад 500 міжнародних та загальнодержавних культурно-мистецьких заходів, серед яких урочистості з нагоди відкриття НСК «Олімпійський»; Дні Конституції України, Дні Незалежності України, Дні Києва та Дні Столиці, Річниці від дня народження Тараса Шевченка, у різні роки; урочисті відкриття Року Грузії, Року Республіки Польща, Року Республіки Казахстан в Україні, фестивалі «Молоді оперні зірки України», «Рідна мова калинова» та ін.
У 2002—2006 роках — автор та ведучий циклу телепередач Національної телекомпанії України «Антракт з Анатолієм Солов'яненком», присвячених музично-театральному мистецтву.

## Нагороди
- Заслужений діяч мистецтв України (2002)[4]
- Народний артист України (2008)[5]
- Лауреат Національної премії України імені Тараса Шевченка 2011 року (2011, за постановку опери В. Белліні «Норма» на сцені Національної опери України)
- Орден князя Ярослава Мудрого V ст. (26 березня 2018) — за вагомий особистий внесок у розвиток національної культури і театрального мистецтва, значні творчі здобутки, високу професійну майстерність та з нагоди Міжнародного дня театру[6]
- Орден князя Ярослава Мудрого IV ст. (23 серпня 2021) — за значний особистий внесок у державне будівництво, зміцнення обороноздатності, соціально-економічний, науково-технічний, культурно-освітній розвиток Української держави, вагомі трудові досягнення, багаторічну сумлінну працю та з нагоди 30-ї річниці незалежності України[7]
- Повний кавалер ордена «За заслуги»[8]
  - ІІІ ступінь (2006)[9]
  - ІІ ступінь (2010)[10]
  - І ступінь (2015)[11]
- Орден Честі (Грузія)
- «Зірка Італії» (2015) за вагомий особистий внесок у пропаганду Італійської культури у світі. Анатолій Солов'яненко став першим українським режисером, удостоєним цієї високої нагороди країни, котра є Батьківщиною оперного мистецтва
- Титул «Митець року» (2017) у Загальнонаціональній програмі «Людина Року»
- Почесною Грамотою Верховної Ради України «За особливі заслуги перед українським народом»
- Грамота Верховної Ради України «За заслуги перед українським народом»
- Почесна грамота Кабінету Міністрів України
- Заслужений діяч мистецтв Автономної Республіки Крим
- Подяка Прем'єр-міністра України
- «Знак Пошани» (від Київського міського голови)
- Почесна Грамота та Подяка Київського міського Голови
- 2024 — Почесний громадянин Києва[12]